# Tony Hendrik
Tony Hendrik (eredeti nevén: Dieter Lünstedt) az eurodisco zenei stílus egyik meghatározó személyisége, a Coconut Records kiadó alapítója, feleségével és alkotótársával, Karin Hartmannal („Karin van Haaren”) együtt egyebek mellett az À La Carte, a Bad Boys Blue és Haddaway zeneszerzője, illetve producere.

## A kezdetek
Hendrik tizenöt éves kora óta zenélt. 1970-től a Tony Hendrik Five együttes tagja, amelynek The Groovest Girl In Town című kislemeze tette nemzetközileg is ismertté. A hetvenes évek elején elsősorban a rockzene érdekelte, azonban sorsa másképp alakult: az évtized közepén állást kapott az akkor egyik legtekintélyesebbnek számító nyugatnémet kiadónál, a Hansánál, amely elsősorban német tánczenével (Schlager) foglalkozott.
Ekkor ismerkedett meg Karin Hartmannal, aki a magánéletben a felesége, a szakmai életben pedig szerző- és producertársa lett (ők ketten alkotják a Hendrik/Van Haaren producerduót). 1975-ben leszerződtették Andreas Martint, aki bemutatta nekik a fiatal Wolfgang Petryt. Petry első slágerét, a Sommer in der Stadtot Hendrik és Hartmann (van Haaren) írta, amivel több évtizedes, igen sikeres együttműködés kezdődött közöttük.
A hetvenes évek második felében számos más német előadóval is együtt dolgoztak (Emily & Tom, Juliane Werding), de a legérdekesebb, hogy 1978-ban ők készítették későbbi nagy riválisuk, Dieter Bohlen első kislemezét. Ekkoriban Bohlen Holger Garbodennel együtt a Monza nevű rockegyüttes tagja volt, és a Hallo Taxi Nummer 10 című kislemez a hetvenes évek pop-rock hangzásvilágában készült (leginkább a Bay City Rollerst és a Smokie-t idézte, német szöveggel).

## À La Carte
Ezt követően elhatározták, hogy kilépnek a nemzetközi porondra, és egy hetvenes évek végén gyakori felállás, női énektrió létrehozása mellett döntöttek. Megírták a Doctor Doctor Help Me Please című számot, az újonnan alapított csapatot pedig À La Carte-nak nevezték. Az együttes rendkívül népszerűvé vált.
1981-ben, a sikereken felbuzdulva megalapították saját lemezkiadó (Coconut) és zeneműkiadó cégüket (À La Carte Music). Az À La Carte trióval 1984-ig dolgoztak együtt. A csapat körül olyan zenészek tevékenykedtek, mint a nyolcvanas-kilencvenes évek későbbi meghatározó producere, a Goombay Dance Banddel feltűnt román származású Michael Cretu (Sandra, Moti Special, Enigma) és szerzőtársa, Manfred Thiers.

## Bad Boys Blue
Az À La Carte után a házaspár ismét teljesen új projektbe kezdett. Ezúttal kifejezetten angolszász irányultságú diszkócsapatot akartak alapítani, amelyhez az amerikai Andrew Thomast, a jamaicai Trevor Oliver Taylort és a brit John McInerney-t nyerték meg. A formáció neve Bad Boys Blue lett. Első kislemezük, az 1984-es L.O.V.E. In My Car még csak mérsékelt siker volt, a második (You’re A Woman, 1985) viszont már meghozta az áttörést. Hendrik és Hartmann a Bad Boys Blue-val a kilencvenes évek elejéig dolgozott együtt, és számos világslágert írtak nekik (Pretty Young Girl, Kisses And Tears, I Wanna Hear Your Heartbeat, Come Back And Stay, Hungry For Love, Don’t Walk Away Suzanne, A World Without You...). Összességében tizennégy nemzetközi kislemez és kilenc album fűződik a nevükhöz.
Hasonlóan Dieter Bohlenhez, a Hendrik/Van Haaren producerkettős is létrehozta saját slágergyárát, olyan előadókkal, mint a fent már említett Andreas Martin (Samstag nacht in der Stadt), az Airplay (az Andreas Martin-dal angol változataként kiadott For Your Love, amely egyébként az első Bad Boys Blue-albumon is szerepelt), a Broken Dreams (Broken Dreams), Roxanne (Charlene, Boys In Black Cars), Neil Smith (Help Me Through The Summer), Julian (Straight To My Heart), a New Romance (You’re My First Love) vagy épp a Twenty One (The Eyes Of Don Johnson).
1988-ban a The Searchersnek is készítettek nagylemezt, amelyre a legnagyobb sláger, a Needles and Pins ’88-as remixe mellett néhány Hendrik/Van Haaren szerzemény is felkerült, köztük a Lonely Weekend című Bad Boys Blue-dal feldolgozása.
1989-ben megírták az I Am Your Believer című számot, amely az 1990-es Game Of Love című Bad Boys Blue-albumra is felkerült, de kislemezként először a Silent Circle jelentette meg (a kislemez B-oldalán hallható Forget The Strangers nem Hendrikék, hanem az együttes alapító tagja és producere, a később DJ Bobo és a Rednex mellett tevékenykedő Axel Breitung szerzeménye).
Az eurovíziós dalfesztiválon való sikeres részvétel érdekében megalapították a Xanadu együttest, amelynek tagja volt a svájci születésű David Brandes (David Brändle), aki a kilencvenes-kétezres években az E-Rotic és a Vanilla Ninja producereként vált híressé, sőt a későbbiekben a Bad Boys Blue producere is lett (az 1998-as visszatérést követően rövid ideig együtt dolgozva Hendrikkel és Hartmannal). A Xanadu az 1989-es német előválogatón a Hendrikék által írt Einen Traum für diese Welt című dallal azonban a második helyre szorult a Dieter Bohlen által Nino de Angelo-nak komponált Flieger mögé.

## A kilencvenes évek
A kilencvenes években két dance-projekt is fűzödött a Coconut Records (és Tony Hendrik) nevéhez. Az egyik a Chyp-Notic, amelynek két nagylemezt is készítettek (Nothing Compares 2U, I Can’t Get Enough). Már ez is nagy feltűnést keltett a klubokban, de az igazi áttörést a dance-irányzatban Haddaway hozta meg, akit/amit a mai napig Tony Hendrik egyik legsikeresebb projektjének tartanak. Az 1992-es What Is Love? című bemutatkozó kislemez pillanatok alatt hódította meg Európa és a világ slágerlistáit, és a további kislemezek is sikeresek voltak (bár a What Is Love? sikerét nem sikerült megismételniük).
A német piacon nem kevésbé volt sikeres a másodvirágzását élő Wolfgang Petry, akinek 1996-os Alles című albuma rendkívül nagy példányszámban kelt el. Kevesen tudják, de a német nyelvterületen kívül is népszerűvé vált Wahnsinn című szám (ismert paródiája a „Hölle Hölle”) szerzője is Tony Hendrik. A dal egyébként 1983-ban jelent meg először kislemezen az NSZK-ban, majd 1990-ben David Brandes is felénekelte Ich Hab' Mir Geschwor'n című kislemezének B-oldalára.

## Retrohullám
1998-ban Hendriket és feleségét sem kerülhette el az eurodiszkó retroőrület, ami kétségkívül a Modern Talking szenzációsan sikeres visszatérésével kezdődött. A Bad Boys Blue is visszatért a gyökereihez (a Coconut kiadóhoz) és a régi nagy ellenfélhez hasonlóan kiadta saját comeback-albumát (Back), amely nem volt olyan sikeres ugyan, mint a Modern Talking-féle Back For Good, de a You’re A Woman ’98-as (rappel feldúsított) remix változata sok országban felkerült a listákra. 2000-ig további három albumot készítettek együtt (Continued, Follow The Light, Tonite), majd az együttes ismét elhagyta a Coconutot.
2001-ben Hendrik elkészítette Aurának a Kim Wilde-féle You Came újrakevert változatát, majd David Brandesszel együttműködve Dieter Bohlen korábbi pártfogoltja, Chris Norman (ex-Smokie) számára is készítettek egy albumot (Breathe Me In). 2003-ból a Londonbeat visszatérő albuma (Back In The Hi-Life) érdemel említést, 2010 márciusában pedig megjelent Haddaway visszatérő kislemeze is, a régi hangzást idéző You Gave Me Love.

## Külső hivatkozások
- Hivatalos honlapján Tony Hendrik
- Hendrik és Van Haaren kiadványai a discogs.com-on

1. 1 2  Freebase-adatdump. Google